# .onion
.onion یک پسوند دامنه سطح‌بالا است که دسترسی را به سرویس‌های پنهانی ناشناس از طریق شبکه تور ممکن می‌سازد. چنین آدرس‌هایی دی‌اِن‌اِس واقعی نیستند اما با نصب نرم‌افزار پروکسی مناسب، برنامه‌های اینترنتی مانند مرورگرهای وب می‌توانند به سایت‌هایی با آدرس‌های .onion با ارسال درخواست از طریق شبکه سرور تور دسترسی پیدا کنند. هدف اصلی استفاده از چنین سیستمی این است که ردیابی شخص ارائه‌دهندهٔ اطلاعات (برای مثال فروشنده) و شخصی که قصد دسترسی به آن را دارد (خریدار) را دشوار یا غیرممکن کند.

## فرمت
آدرس‌ها در دامنه TLD onion به‌طور کلی رشته‌های غیرمنطقی، ناخوانا و عددی-حرفی هستند که بر اساس یک کلید عمومی هنگام پیکربندی یک سرویس پیازی به‌طور خودکار تولید می‌شوند. آن‌ها در خدمات پیازی V2 به طول ۱۶ کاراکتر بودند و برای خدمات پیازی V3 به طول ۵۶ کاراکتر هستند. این رشته‌ها می‌توانند شامل هر حرف الفبا و ارقام اعشاری از ۲ تا ۷ باشند که در base32 یا یک هش ۸۰ بیتی (“نسخه ۲”، یا ۱۶ کاراکتر) یا یک کلید عمومی ed25519 که ۲۵۶ بیتی است به همراه یک شماره نسخه و یک کد تأیید از کلید و شماره نسخه (“نسخه ۳”، «نسل بعدی»، یا ۵۶ کاراکتر) را نشان می‌دهد. در نتیجه، در گذشته تمام ترکیب‌های شانزده کاراکتری base32 می‌توانستند آدرس‌های معتبر نسخه ۲ باشند (هر چند به عنوان خروجی یک هش رمزنگاری، یک رشته تصادفی از این فرم که دارای یک سرویس پیازی مربوطه باشد بسیار بعید است)، در حالی که در نسخه فعلی ۳ تنها ترکیب‌های ۵۶ کاراکتری base32 که به درستی یک کلید عمومی ed25519، یک کد تأیید و یک شماره نسخه (یعنی ۳) را رمزگذاری کرده‌اند، آدرس‌های معتبر هستند. امکان راه‌اندازی یک URL .onion نیمه خوانا (مثلاً با شروع با نام سازمان) وجود دارد با تولید تعداد زیادی از جفت کلیدها (فرایند محاسباتی که می‌تواند موازی‌سازی شود) تا زمانی که یک URL مطلوب به اندازه کافی پیدا شود.
نام «پیازی» به تکنیک مسیریابی پیازی اشاره دارد که توسط Tor برای دستیابی به درجه‌ای از ناشناسی استفاده می‌شود.

## دروازه‌های WWW به .onion
پروکسی‌ها به شبکه Tor مانند Tor2web اجازه دسترسی به سرویس‌های پیازی را از مرورگرهای غیر-Tor و برای موتورهای جستجو که از Tor آگاه نیستند، فراهم می‌کنند. با استفاده از یک دروازه، کاربران ناشناسی خود را کنار می‌گذارند و به دروازه اعتماد می‌کنند که محتوای صحیح را تحویل دهد. هم دروازه و هم سرویس پیازی می‌توانند مرورگر را اثر انگشت بگیرند و به داده‌های آدرس IP کاربر دسترسی پیدا کنند. برخی از پروکسی‌ها از تکنیک‌های کشینگ استفاده می‌کنند که ادعا می‌کنند بارگذاری صفحه بهتری نسبت به مرورگر Tor رسمی ارائه می‌دهند.

## .exit (دامنه سطح بالای منسوخ شده)
.exit یک دامنه سطح بالای منسوخ شده بود که توسط کاربران Tor برای نشان دادن در حین اتصال به یک سرویس مانند یک وب سرور به نرم‌افزار Tor استفاده می‌شد، بدون نیاز به ویرایش فایل پیکربندی Tor (torrc).
سینتکس استفاده شده با این دامنه hostname + .exitnode + .exit بود، به طوری که یک کاربر که می‌خواست به http://www.torproject.org/ از طریق نود tor26 وصل شود، باید URL http://www.torproject.org.tor26.exit را وارد می‌کرد.
مثال‌هایی از استفاده از این وضعیت می‌تواند شامل دسترسی به سایتی باشد که فقط برای آدرس‌های یک کشور خاص در دسترس است یا بررسی اینکه آیا یک نود خاص کار می‌کند.
کاربران همچنین می‌توانند تنها exitnode.exit را تایپ کنند تا به آدرس IP exitnode دسترسی پیدا کنند.
نماد .exit از نسخه ۰٫۲٫۹٫۸ منسوخ شده است. از نسخه 0.2.2.1-alpha به‌طور پیش‌فرض غیرفعال شده است به دلیل حملات احتمالی در سطح برنامه، و با انتشار سری 0.3 Tor به عنوان «نسخه نهایی» اکنون ممکن است به عنوان منسوخ در نظر گرفته شود.

## عنوان رسمی
این دامنه در گذشته به عنوان پسوند میزبان دامنه‌ای در سطح بالا استفاده می‌شد، که از نظر مفهومی شبیه به پسوندهایی مانند .bitnet و .uucp بود که در زمان‌های قبل استفاده می‌شدند.
در تاریخ ۹ سپتامبر ۲۰۱۵، ICANN, IANA و IETF دامنه .onion را به عنوان «دامنه استفاده خاص» تعیین کردند، و به این دامنه وضعیت رسمی دادند پس از پیشنهادی از جیکوب اپلبام از پروژه تور و مهندس امنیت فیسبوک، الک مافت.

## صدور گواهینامه‌های HTTPS برای دامنه‌های با پسوند .onion
پیش از تصویب رأی‌گیری CA/Browser Forum Ballot 144، گواهینامه HTTPS برای یک نام .onion تنها با در نظر گرفتن .onion به عنوان یک نام سرور داخلی قابل دریافت بود. بر اساس الزامات پایه‌ای CA/Browser Forum، این گواهینامه‌ها می‌توانستند صادر شوند، اما لازم بود که قبل از ۱ نوامبر ۲۰۱۵ منقضی شوند.
با وجود این محدودیت‌ها، DuckDuckGo در ژوئیه ۲۰۱۳ یک سایت پیازی با گواهینامه خودامضا راه‌اندازی کرد؛ فیسبوک در اکتبر ۲۰۱۴ اولین گواهینامه SSL Onion را که توسط یک مرجع گواهی صادر شده بود، دریافت کرد، Blockchain.info در دسامبر ۲۰۱۴ و The Intercept در آوریل ۲۰۱۵. نیویورک تایمز بعداً در اکتبر ۲۰۱۷ به این جمع پیوست.
در پی تصویب رأی‌گیری CA/Browser Forum Ballot 144 و تعیین دامنه به عنوان «کاربرد خاص» در سپتامبر ۲۰۱۵،onion معیارهای RFC 6761 را برآورده می‌کند. مراجع گواهی می‌توانند گواهینامه‌های SSL را برای سایت‌های HTTPS .onion طبق فرآیندی که در الزامات پایه‌ای CA/Browser Forum مستند شده است، صادر کنند، که در Ballot 144 معرفی شده است.
از اوت ۲۰۱۶، ۱۳ دامنه پیازی در ۷ سازمان مختلف توسط DigiCert با HTTPS امضا شده‌اند.